# 松坂恭平
松坂 恭平（まつざか きょうへい、1982年11月23日 - ）は、東京都江東区出身の元野球選手（内野手）。社会人野球のTokyo Bay lustersに所属していた。
兄は元プロ野球選手の松坂大輔、妻はフリーアナウンサーの廣川明美。

## 来歴・人物

### 学生時代
小学1年生で野球をはじめ、江戸川南リトル時代は投手兼遊撃手として全国3位に輝く。中学時代は軟式野球で投手として活躍。
実兄・大輔に遜色なき実力を見込まれ、中学卒業直前に幾校もの強豪私学野球部から勧誘があったものの、2歳上の兄が私立横浜高等学校進学したあと、実父が失業（勤務先の倒産他）するなどの経済的事情から、東京都立篠崎高等学校に進学。高校時代は投手として1年生の夏から先発投手として出場するが、故障に悩まされ甲子園出場はできなかった。2年生時の1999年の夏季大会は、茶髪にツイストピンパーマの風貌で注目される。また、地元江戸川区対決の江戸川校戦（江戸川区球場）では、三振を喫した際、判定に不服として、球審に詰め寄り、その後、球審に向かいバットを振りかざすジェスチャーをするなどわんぱくぶりを発揮する。この試合は、公立高校対決にもかかわらず満席となり、急遽芝生席を開放する異例の事態となった。高校3年間で約60試合の出場ながら、通算本塁打は20本を記録。
高校卒業後は法政大学に進学し、東京六大学野球新人戦で投手として明治神宮野球場のマウンドを踏む（対東京大学戦）。2年生の時には右足首を手術。3年生からは外野手に転向するものの、控えに甘んじた。大学の同期に田中彰らが、2年先輩には松坂大輔と横浜高校の同級生だった後藤武敏らがいた。

### 大学卒業後
卒業後は、アンダーアーマーを取り扱うスポーツ用品メーカー・ドームに就職・勤務の傍ら社会人クラブチームの東京LBCで内野手兼投手としてプレー。投手としてのMAXは142km。2006年に愛媛マンダリンパイレーツのトライアウトに合格し、入団を果たし、勤務先を休職してプレーに参加した。2007年1月7日に東京ドームで行われた茨城ゴールデンゴールズと兄・大輔率いる横浜サムライの壮行試合では、横浜サムライの3番ショートで参加。なぜか「柴田恭平」という名前で出場していた。6回には投手としても出場し、3者凡退に抑えた。2007年シーズンは遊撃手でレギュラーとなる。11月11日に千葉ロッテマリーンズが「育成選手の独立リーグ派遣」を前提として実施した入団テストを受け、一次を通過し、契約も予想されたが結局指名はされなかった。同年11月30日付で愛媛を退団。
その後は、スポーツ用品メーカーに復職し、社業に就きながら、再び東京LBC（2016年度よりTokyo Bay lustersにチーム名変更）でプレー。途中からコーチも兼任し、2016年度か2017年度をもって選手を引退した。
2015年12月、大学時代の同級生でフリーアナウンサーの廣川明美と結婚。
2019年2月まで高知ファイティングドッグス社長を務めた梶田宙（元・高知）は、松坂大輔が福岡ソフトバンクホークスを退団した2017年オフに、獲得を目指して、意向を確かめるために恭平に接触したと述べている。
2020年2月よりnoteとYouTubeでの配信を開始。ドームの商品企画部部長、ユーチュー部プロデューサーを務めている。
プロ野球独立リーグ球団への所属経験があるため、学生野球の指導に携われなかったが、2021年2月5日に学生野球資格を回復している。
妻の廣川の地元である新潟市に移住し、2021年現在も継続してリモートワークを行っている。